# Turistas y bribones
Turistas y bribones es una película española de comedia estrenada en 1969, dirigida por Fernando Merino y protagonizada en los papeles principales por Arturo Fernández, Sonia Bruno y Antonio Garisa.

## Reparto
- Arturo Fernández como Romeo
- Antonio Garisa como Braulio
- Sonia Bruno como Isabel
- Ingrid Garbo como Rocío
- Rafael Alonso como	Manuel
- Valeriano Andrés como Cornelio
- Gustavo Re como Mr. Rosenberg
- Carlos Miguel Solá
- Colette Jack como Ingrid
- Tania Ballester como Ursula
- Antonio Almorós
- Marta Flores como Marquesa
- Juan Torres como Conductor
- Gaspar 'Indio' González como Tadeo
- Luis del Pueblo
- Manuel Bronchud